# Picinisco
Picinisco là một đô thị ở tỉnh Frosinone trong vùng Lazio, có vị trí cách khoảng 120 km về phía đông của Roma và khoảng 45 km về phía đông của Frosinone. Tại thời điểm ngày 31 tháng 12 năm 2004, đô thị này có dân số 1.211 người và diện tích là 62,2 km².
Picinisco giáp các đô thị: Alfedena, Atina, Barrea, Gallinaro, Pizzone, San Biagio Saracinisco, Sant'Elia Fiumerapido, Settefrati, Villa Latina.